# MAC³PARK運動場
MAC³PARK運動場（荷蘭語：（荷蘭語發音：[mɛɡˈdripɑr(ə)k ˌstaːdijɔn]））是一座位於荷蘭兹沃勒的多用途運動場，主要用作足球比賽，現為PEC施禾利的主場，並能容納14,000名觀眾。
2012年7月12日，PEC施禾利公佈球場將更名為艾塞爾德爾塔運動場。現時球場名稱MAC³PARK運動場於2016年7月1日開始使用。

## 外部連結
- Over het MAC³PARK stadion （页面存档备份，存于）, peczwolle.nl （荷蘭語）
- MAC³PARK stadion (Zwolle Stadion) （页面存档备份，存于）, stadiumdb.com

52°31′1.85″N 6°7′15.13″E / 52.5171806°N 6.1208694°E